# Torstein Horgmo
Torstein Horgmo (18 de febrero de 1987) es un deportista noruego que compitió en snowboard, especialista en la prueba de big air. Consiguió cinco medallas en los X Games de Invierno.

## Medallero internacional
| \| X Games de Invierno \| X Games de Invierno \| X Games de Invierno \| X Games de Invierno \| \| Año \| Lugar \| Medalla \| Prueba \| \| ------------------- \| ---------------------- \| ------------------- \| ------------------- \| \| 2008 \| Aspen (Estados Unidos) \| Medalla de oro \| Big air \| \| 2009 \| Aspen (Estados Unidos) \| Medalla de plata \| Big air \| \| 2010 \| Aspen (Estados Unidos) \| Medalla de plata \| Big air \| \| 2011 \| Aspen (Estados Unidos) \| Medalla de oro \| Big air \| \| 2013 \| Aspen (Estados Unidos) \| Medalla de oro \| Big air \| |                        |                  |         |
| X Games de Invierno |                        |                  |         |
| Año | Lugar                  | Medalla          | Prueba  |
| 2008 | Aspen (Estados Unidos) | Medalla de oro   | Big air |
| 2009 | Aspen (Estados Unidos) | Medalla de plata | Big air |
| 2010 | Aspen (Estados Unidos) | Medalla de plata | Big air |
| 2011 | Aspen (Estados Unidos) | Medalla de oro   | Big air |
| 2013 | Aspen (Estados Unidos) | Medalla de oro   | Big air |